# Lori à nuque blanche
Lorius albidinucha
Espèce
Statut de conservation UICN

 NT  : Quasi menacé
Statut CITES
Le Lori à nuque blanche (Lorius albidinucha, anciennement Lorius albidinuchus) est une espèce d'oiseau appartenant à la famille des Psittaculidae.

## Description
Cet oiseau est proche du Lori des dames. Il s'en distingue par la présence d'une marque blanche sur la nuque, d'où ses noms spécifiques. Il est également plus petit (26 cm environ au lieu de 28).

## Habitat
Cet oiseau peuple les forêts primaires et secondaires entre 500 et 2 000 m d'altitude.

## Répartition
Le Lori à nuque blanche vit sur l'île de la Nouvelle-Irlande dans l'archipel Bismarck.